# Siegfried Gehlert
Siegfried Gehlert (ur. 19 lipca 1925 w Raschau w Saksonii, zm. 29 stycznia 2010 w Chemnitz) – wschodnioniemiecki funkcjonariusz służb specjalnych, generał porucznik.

## Życiorys
Po ukończeniu szkoły ludowej uczył się w szkole komercyjnej, w 1943 został powołany do Reichsarbeitsdienstu, a w 1944 do Wehrmachtu, w 1945 został wzięty do niewoli przez Armię Czerwoną. Od 1948 pracował w policji ludowej, w 1949 został członkiem SED, od 1950 pracował w Stasi, początkowo w Aue. W latach 1952–1953 kierował rejonowym oddziałem bezpieki w Auerbach i w Schwarzenberg/Erzgeb., a w 1953 w Zwickau, później pracował w okręgowym oddziale Stasi w Chemnitz/Karl-Marx-Stadt, gdzie 1954-1955 kierował Wydziałem II (Kontrwywiadowczym). W latach 1955–1958 był zastępcą szefa Okręgowego Oddziału Stasi w Karl-Marx-Stadt ds. operacyjnych, a 1958-1989 jego szefem, 1960-1965 eksternistycznie uczył się w Wyższej Szkole Prawniczej Stasi w Poczdamie, w 1973 został doktorem prawa, w 1987 otrzymał stopień generała porucznika. W 1979 został odznaczony Złotym Orderem Zasługi dla Ojczyzny.